# Jan Baudouin de Courtenay
Jan Niecisław Ignacy Baudouin de Courtenay (Radzymin, 13 de marzo de 1845-Varsovia, 3 de noviembre de 1929) fue un lingüista de Polonia, precursor de la lingüística sincrónica, famoso por su teoría del 
fonema y de la alternancia fonológica. Hizo además diversos estudios eslavistas. Era padre de la también filóloga Cezaria Baudouin de Courtenay Ehrenkreutz Jędrzejewiczowa.
Frente a la lingüística ottocentesca, Baudouin disingue dos tipos de estudio: el antropo-fónico, estudio de los sonidos desde el punto de vista físico y fisiológico (que hoy llamaríamos fonética) y el fonético stricto sensu, el estudio de los sonidos en relación con el sentido de la palabra (que hoy llamaríamos fonología).

## Biografía
Nació cerca de Varsovia en una familia de origen francés, uno de sus ancestros fue el aristócrata Augusto II de Polonia. En 1862, Baudouin entró en la Universidad de Varsovia, entonces llamada Universidad principal, donde obtuvo un diploma de historia y filosofía y consiguió una beca del ministerio de educación de la Rusia Imperial. Estudió entonces en varias universidades (Universidad Carolina, Universidad de Jena, Universidad Humboldt de Berlín) y se doctoró en la Universidad de Leipzig.
A mediados de los años 1870, siendo profesor de la Universidad de Kazán desde 1875, junto con otros colaboradores como Mikołaj Kruszewski, fundó la llamada Escuela lingüística de Kazán. En 1883, fue nombrado jefe de la facultad de lingüística de la Universidad de Tartu, luego de la Universidad Jaguelónica y finalmente de la de San Petersburgo hasta que en 1918, tras la independencia de Polonia regresó a Varsovia donde trabajó en la Universidad de Varsovia y en 1925 fue uno de los fundadores de Sociedad Polaca de Lingüística.
Además de su trabajo académico, Baudouin de Courtenay era favorable a la renovación de diferentes minorías nacionales y grupos étnicos. En 1915, fue arrestado por la Ojrana por publicar un libelo sobre la autonomía de pueblos bajo gobernancia rusa y pasó tres meses en prisión. En 1922, las minorías polacas lo propusieron como candidato presidencial, pero fue elegido en tercera vuelta Gabriel Narutowicz.
Fue además defensor del esperanto y presidente de la Asociación Polaca del Esperanto.